# Boradek
Boradek, boratek, burat – wełniana lub półwełniana tkanina na jedwabnej osnowie, używana na lżejszą odzież.
Do Polski importowana od około XVII wieku.